# Cobdengasse
Die Cobdengasse befindet sich im 1. Wiener Gemeindebezirk Innere Stadt. Sie wurde 1865 nach dem liberalen englischen Politiker Richard Cobden benannt, der sich zu jener Zeit sehr für den internationalen Freihandel eingesetzt hat.

## Geschichte
Das Gelände der heutigen Cobdengasse gehörte im Mittelalter zur Vorstadt vor dem Stubentor. Um 1561 wurde die Wiener Stadtmauer erneuert, sodass damals die Dominikanerbastei und die Braunbastei mit dazwischenliegender Kurtine entstanden. Außerhalb dieser Kurtine wurde ein neuer Graben angelegt, der über das Gebiet der heutigen Cobdengasse reichte. Davor bestand zwischen 1672 und 1809 die Stubenschanze. Nach der Demolierung der Kurtine 1862 wurde der Graben eingeebnet und 1865 die Cobdengasse eröffnet.

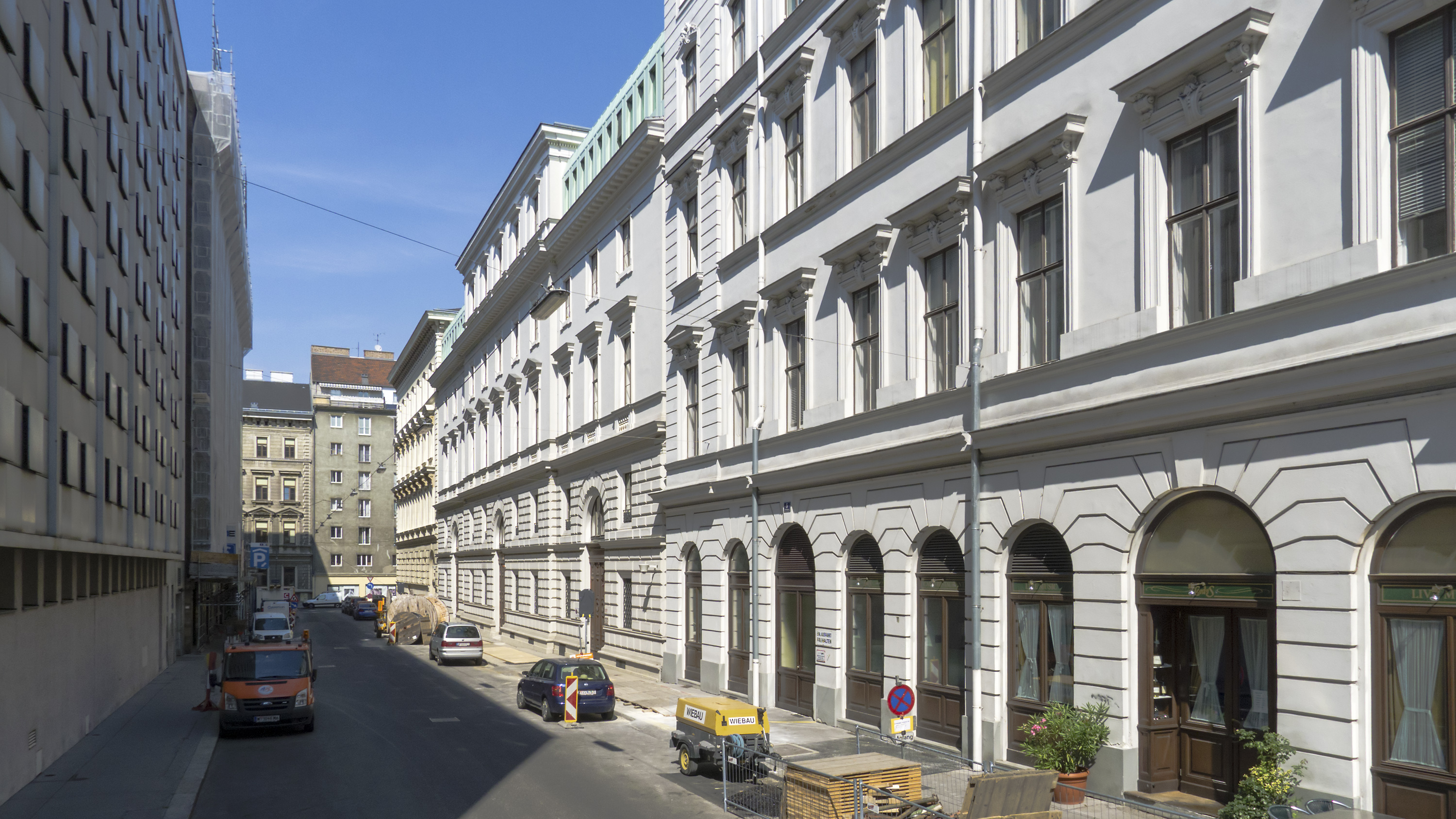
Cobdengasse von der Liebenberggasse aus gesehen

## Lage und Charakteristik
Die Cobdengasse verläuft parallel zum Parkring von der Zedlitzgasse in südwestlicher Richtung bis zur Liebenberggasse. Verkehrstechnisch weist sie keine Besonderheiten auf, d. h. hier verkehren keine öffentlichen Verkehrsmittel noch gibt es eine Fahrradanlage. Die Gasse ist in beiden Fahrtrichtungen befahrbar. Das Fußgängeraufkommen ist mäßig; es gibt hier keine Geschäftslokale und nur ein Restaurant an der Ecke zur Liebenberggasse.
Die Verbauung besteht auf der linken Seite aus den Rückfronten von historistischen Ringstraßenpalais, auf der rechten Seite aus einem modernen Amtsgebäude und einem Umspannwerk, und vermittelt daher einen heterogenen Eindruck.

## Bauwerke

### Nr. 1: Palais Colloredo-Mansfeld
→ siehe auch Hauptartikel Palais Colloredo-Mansfeld
Das Palais wurde 1865 von Johann Romano und August Schwendenwein in Formen der Neorenaissance errichtet. Es befindet sich an drei Seiten freistehend zwischen Parkring, Zedlitzgasse und Cobdengasse und liegt an der Hauptadresse Zedlitzgasse 8. Das Gebäude steht unter Denkmalschutz.

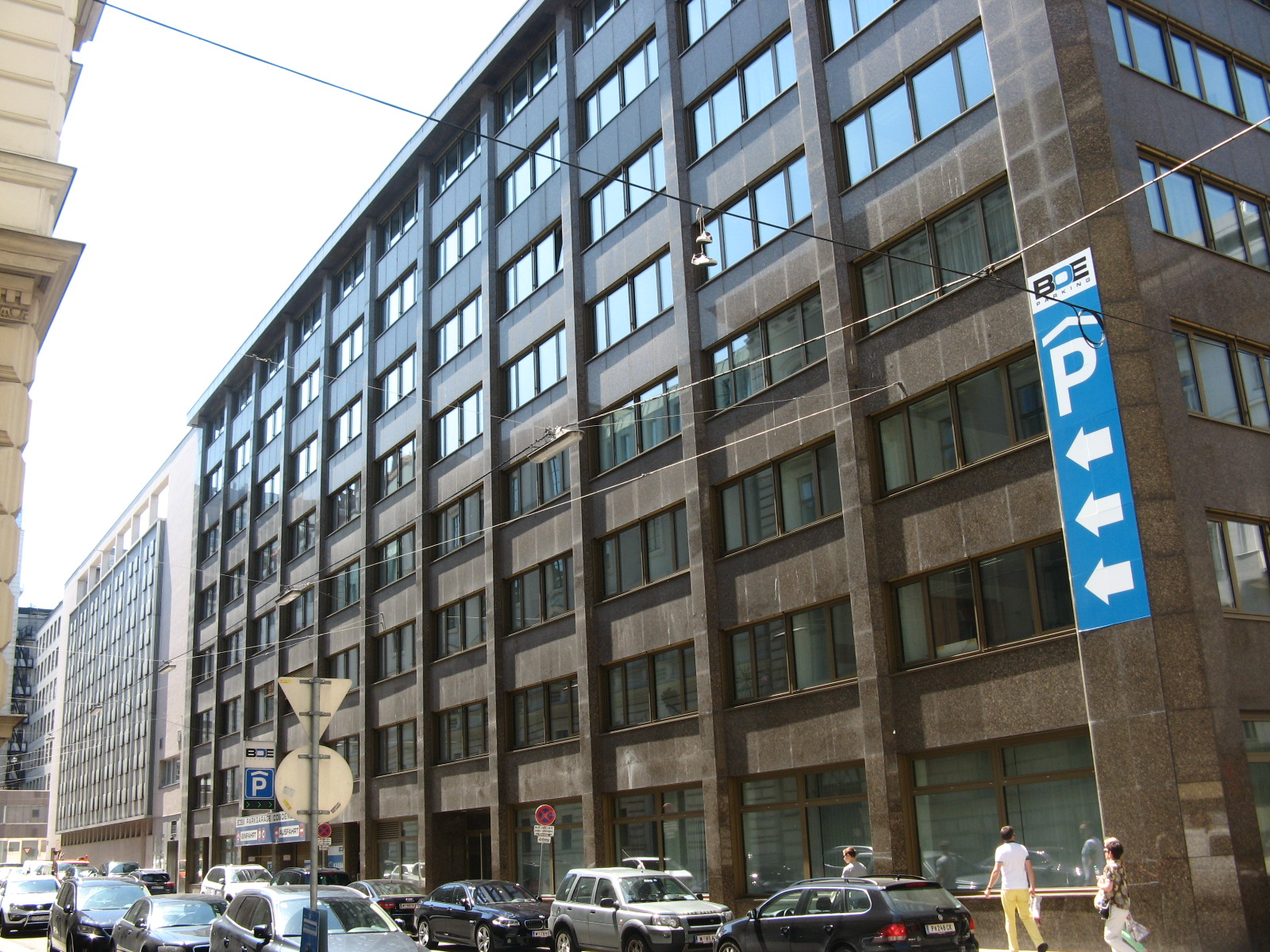
Amtsgebäude (1975), Cobdengasse 2

### Nr. 2: Amtsgebäude
Das Amtsgebäude wurde 1975 von Karl Köfer errichtet. Die Granitfassade ist lisenengegliedert und besitzt mehrteilige Fenster. Das Gebäude ist an drei Seiten freistehend zwischen Cobdengasse, Zedlitzgasse und Stubenbastei. An der Seite zur Stubenbastei befindet sich der Eingang zum Ministerium für ein lebenswertes Österreich, an der Seite zur Cobdengasse die Einfahrt zu einer Parkgarage.

### Nr. 3: Palais Erzherzog Wilhelm
→ siehe auch Hauptartikel Palais Erzherzog Wilhelm
Das Palais Erzherzog Wilhelm oder Hoch- und Deutschmeister-Palais wurde 1864–1867 von Theophil von Hansen errichtet. Es handelt sich dabei um eines der frühesten, aber auch eines der bedeutendsten und am besten erhaltenen Palais der Ringstraßenzone. Es nimmt auch im Werk von Hansen eine hervorragende Rolle ein und ist ein wichtiges Bauwerk aus der Epoche des frühen Historismus. Errichtet wurde es für Erzherzog Wilhelm, den Hochmeister des Deutschen Ordens. 1870 wurde es an den Deutschen Orden verkauft und war Sitz des jeweiligen Hochmeisters. 1938 kam es an die Gemeinde Wien und diente von 1945 bis 1974 als Sitz der Bundespolizeidirektion Wien. Seither ist es im Besitz der OPEC und wurde umfassend renoviert.
An der Cobdengasse befindet sich die Fassade des Personaltrakts, die Hauptfassade liegt am Parkring. Das Gebäude steht unter Denkmalschutz und besitzt die Hauptadresse Parkring 8.

### Nr. 4: Umspannwerk Zedlitzhalle

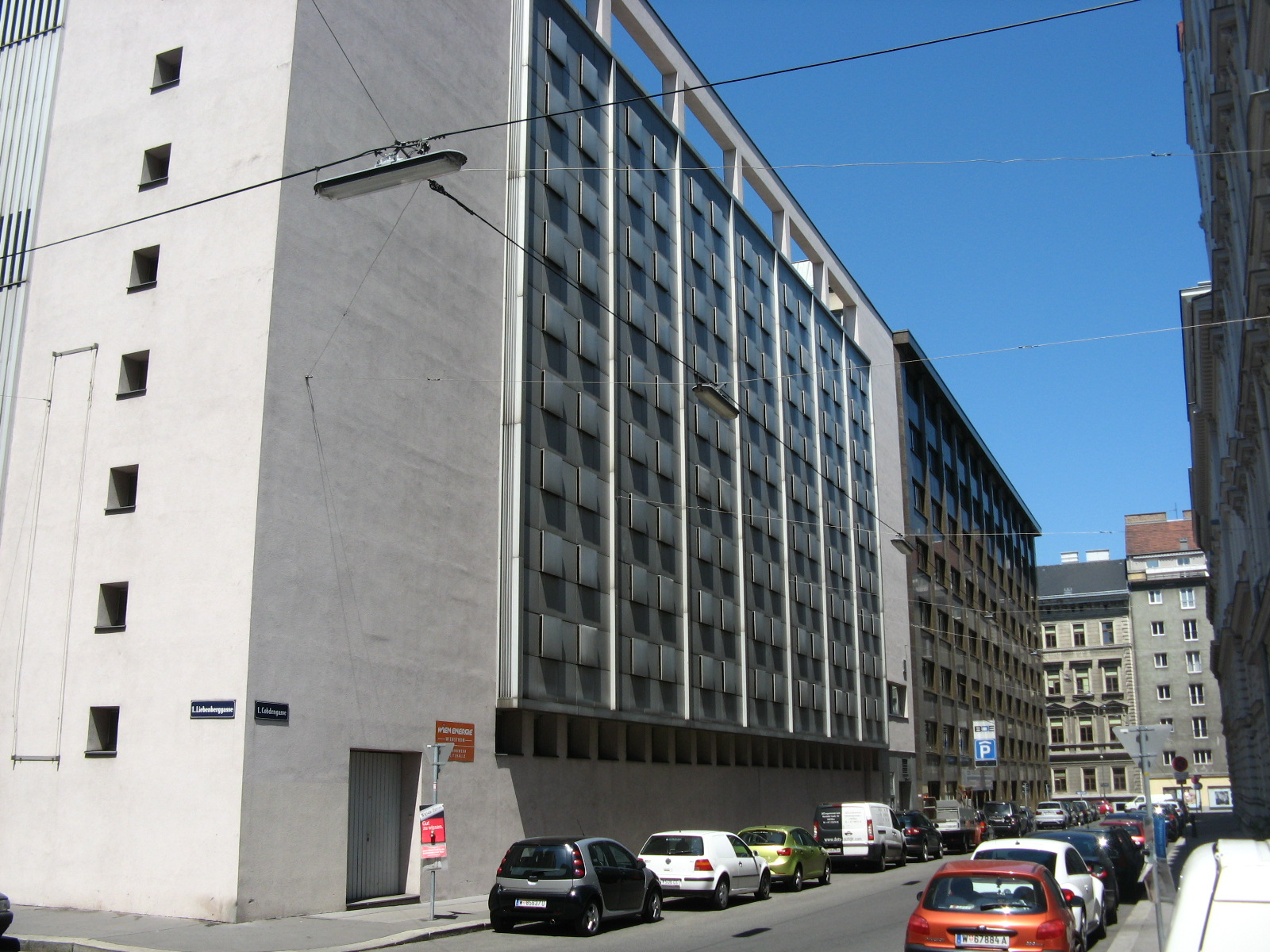
Umspannwerk Zedlitzhalle (1970), baulich fortgesetzt durch ein Bürohaus

Auf dem Gelände des Umspannwerks und des benachbarten Amtsgebäudes befand sich die am 1. August 1871 eröffnete erste Wiener Detail-Markthalle. Sie war eine städtische Markthalle, die zuletzt den Fischmarkt beherbergte. 1902 wurde der nördliche, ca. ein Drittel der Markthalle umfassende Teil zu einer Ausstellungshalle umgebaut und diente dem Hagenbund. Das Ausstellungsgebäude, durch den Eingang auf Zedlitzgasse 6 Zedlitzhalle benannt, wurde von Joseph Urban architektonisch gestaltet und besaß über dem Eingang ein Relief des Bildhauers Wilhelm Hejda. 1912 kündigte die Stadtverwaltung den Mietvertrag mit dem Hagenbund. Im Ersten Weltkrieg diente die leergeräumte Markthalle als Erdäpfel-Zentrallager für die inneren Bezirke Wiens. 1920 wurde die von der Stadtverwaltung renovierte Halle neuerlich dem Hagenbund vermietet, der darin am 22. Juni des Jahres seine 36. Ausstellung eröffnete. 1938 erfolgte die Umbenennung in Wiener Kunsthalle, die sich nach Künstlerhaus und Sezession als dritte Kunststätte etablieren sollte. Das Gebäude wurde im Herbst 1944 durch Bomben schwer beschädigt, aber wieder aufgebaut, sodass 1948 die erste Ausstellung nach dem Krieg gezeigt werden konnte. 1961 musste die Gemeinschaft Bildender Künstler die (1965 demolierte) Halle verlassen.
In der südlichen Hälfte des Markt- und Ausstellungshallengevierts errichtete 1969–1970 Franz Zajicek (1912–2006) ein Umspannwerk, versehen mit Travertinfassade und vorgehängten Aluminiumplatten. Der nördliche Hälfte des Gevierts (ehemalige Zedlitzhalle) wurde mit einem an das Umspannwerk anstoßenden Bürogebäude verbaut.

### Nr. 5: Wohnhaus
Das an drei Seiten freistehende Gebäude zwischen Parkring, Liebenberggasse und Cobdengasse wurde 1864 von Johann Romano und August Schwendenwein in Formen der Wiener Neorenaissance errichtet. Es steht unter Denkmalschutz und liegt an der Hauptadresse Liebenberggasse 7.